# Mac OS X 10.6
Mac OS X 10.6 (Snow Leopard) je v informatice označení pro sedmou hlavní verzí operačního systému pro počítače od firmy Apple.
O vývoji verze Snow Leopard (irbis) se spekulovalo od vývojářské konference v roce 2008, zveřejněna byla 8. června 2009. Firma Apple pak oficiálně potvrdila zahájení prodeje Mac OS X 10.6 Snow Leopard na pátek 28. srpna, cena byla stanovena na 29 dolarů. Vydání Snow Leopard bylo zaměřeno především na zrychlení chodu systému, vzhled se proti předchozí verzi příliš neměnil, výrazné optimalizace se dočkala velikost jednotlivých komponent systému. Po nainstalování zabere Snow Leopard jen polovinu diskového prostoru oproti předchozí verzi Mac OS X Leopard a při přechodu z něj uvolní až 7 GB diskového prostoru.
Snow Leopard byl nahrazen Mac OS X Lion (verze 10.7) 20. července 2011.

## Požadavky na systém
Systémovým požadavkem pro Snow Leopard je počítač Mac s procesorem Intel (IA-32) „Yonah" (procesory Core Solo a Core Duo), kde lze spustit pouze 32bitové aplikace. V x86-64 architektuře procesorů (Core 2 Duo) se mohou provozovat 64bitové aplikace. Další požadavky jsou:
- 1 GB RAM
- 5 GB volného místa na disku
- DVD disk nebo externí USB nebo FireWire DVD pro instalaci

## Nové nebo změněné funkce

### Finder
Když spustíme Finder v pravém dolním rohu si můžeme všimnout posuvníku, pomocí kterého můžeme ovládat velikost ikon v okně, které máme zrovna zobrazené. Finder si toto nastavení pamatuje, tak si může uživatel nastavit velikost ikon v adresáři podle své potřeby. V každém adresáři může být velikost ikon rozdílná. Nastavení velikosti ikon bylo už dříve v nabídce Finderu, mohli jsme si je nastavit přes View Options. Současné řešení je však elegantnější a rychlejší Ikony jsou u některých typů souboru interaktivní. Například videa si můžete přehrávat primo v ikoně.

### Stacks
Stacks obsahuje stale tři zobrazení. Fan, Grid a List. Zatímco Fan a List zůstali beze změny Grid měl ještě v Leopardu pár nedostatků, které však Snow Leopard úspěšně odstraňuje. Nyní lze ve Stacks otevírat podsložky všech úrovní a také se vracet do adresářů o úroveň výše. Grid je nově vybaven posuvníkem pro snadnější ovladaní.

### Exposé
Exposé ve Snow Leopardovi zarovnávají okna do mřížky (v Leopardovi se rozházelo pouze tak, aby se vešlo na obrazovku). Nově je integrováno do Docku, stačí když na danou aplikaci klikneme a chvíli držíme, Exposé zobrazí pouze okna vybrané aplikace. V Exposé se můžeme přepínat mezi aplikacemi pomocí klávesy TAB.

### QuickTime X
QuickTime Player byl zcela přepracován. Na místo 32bitu se z něj stala 64bitová aplikace. Bylo zcela změněno uživatelské rozhraní. Video se zobrazuje v celém okně a ovládací panel je posuvný a můžeme ho dát kamkoliv chceme. QTX nabízí také natáčení pracovní plochy. Což je výhodné především pro ty, kteří dělají video tutorialy.

### Safari 4
Safari 4 je předělané z 32bitů na 64bitovou, z čehož profituje hlavně rychlejší zpracovávání JavaScriptu.

### Time Machine
Time Machine zjednodušuje připojování zařízení, zálohování je mnohem rychlejší.

### Další změny
- Kontextové nabídky Docku mají nyní více možností a mají nový vzhled.
- Výchozí gama byla změněna z 1,8 na 2,2, aby lépe sloužila potřebám barev.
- Při hledání na sítí WiFi sítí se nyní ukazuje síla dostupné sítě v rozbalovacím menu.
- Byla změněna udávaná velikost kapacity disku, tak, že uvedená velikost souboru 1 MB odpovídá 1 milión bytů, jak je běžně používaný výrobci pevných disků.
- Snow Leopard se rychleji vypíná i přechází do režimu spánku.